# Журдан, Жан-Батист
Жан-Батист Журдан (фр. Jean Baptiste Jourdan; 29 апреля 1762 — 23 ноября 1833) — французский маршал Империи, участник Наполеоновских войн.

## Биография
Жан-Батист Журдан родился 29 апреля 1762 года в Лиможе. Начал службу в армии в шестнадцать лет, во французских войсках в Америке, где принимал участие в сражениях Войны за независимость Соединённых Штатов.
В 1790 году он вступил капитаном в Лиможскую национальную гвардию, в 1791 году перешел батальонным командиром в Северную армию, отличился в сражениях при Жемаппе, Неервиндене и Намюре.
В 1793 году произведён в дивизионные генералы; командовал Северной армией, 16 октября 1793 года вместе с Лазаром Карно одержал победу над австрийцами в битве при Ваттиньи. Но его блестяще начатая карьера внезапно прервалась, вследствие несогласия с правительством, которое требовало продолжения кампании зимой, тогда как Журдан не находил возможным это сделать в виду плохого состояния армии. Уволенный в отставку, он вернулся на родину и занялся мелочной торговлей, которой он занимался и до поступления на военную службу. 

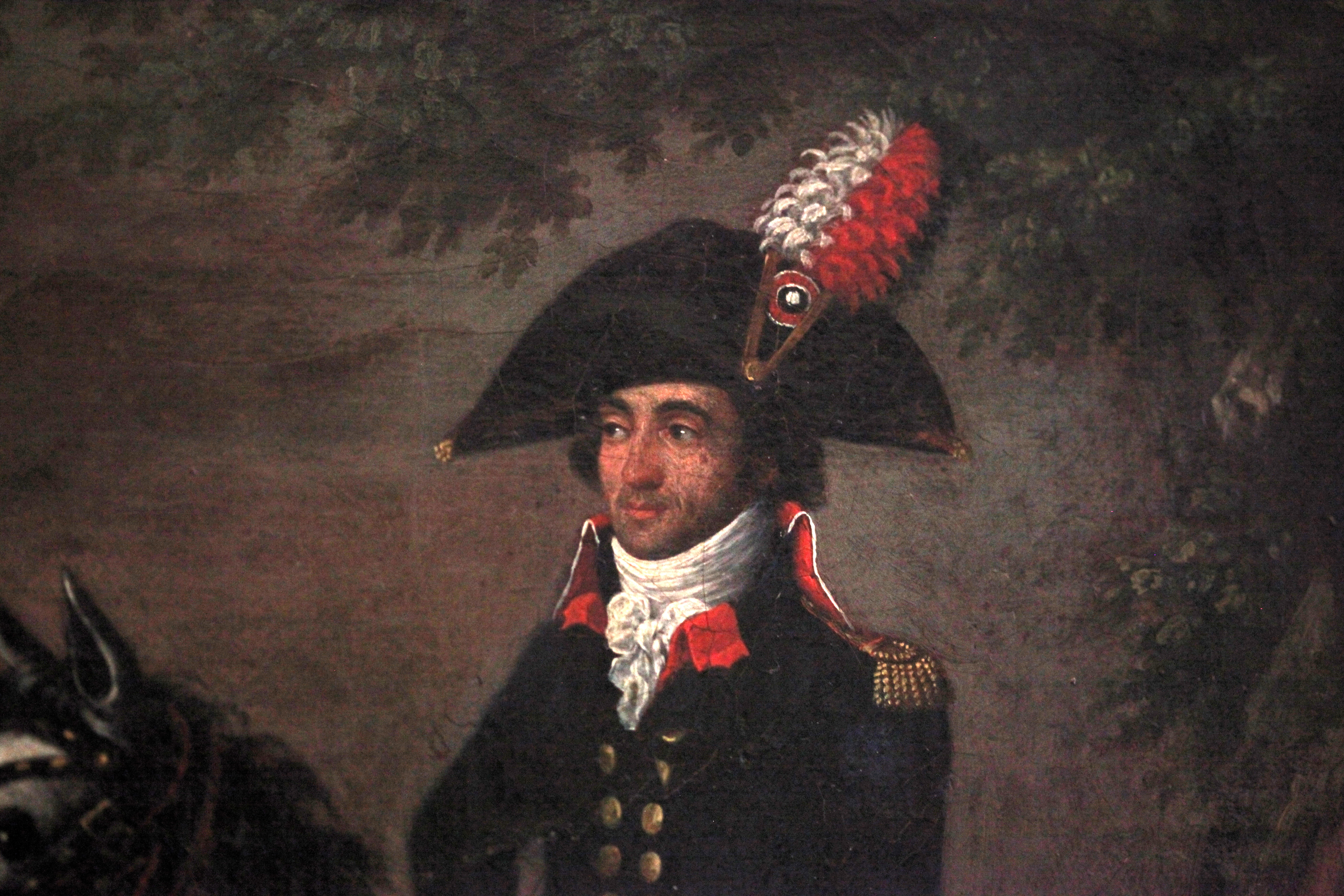
Журдан в 1794 году

Но в отставке он пробыл недолго и в 1794 году получил начальство над Самбр-Маасской армией, с которой одержал победу над принцем Кобургским при Флерюсе. После этого сражения Журдан вошёл в историю как первый военачальник, применивший привязной воздушный шар в ходе полевого сражения для наблюдения за полем боя и корректировкой артиллерийского огня (находящийся в гондоле воздушного шара офицер передавал на землю донесения в капсулах, прикрепленных к специальному шнуру). 
В 1795 году Журдан перешел Рейн, взял Дюссельдорф, вторгся в Германию и обложил Кассель. Однако, вследствие измены генерала Пишегрю, сдавшего Мангейм, положение Журдана стало рискованным. Австрийский генерал-фельдмаршал Клерфэ двинулся на Франкфурт и атаковал левый фланг Журдана. Журдан снял осаду Касселя и спешно отступил, оставив в руках неприятеля много пленных. 
В 1796 году Журдан после ряда побед понес два больших поражения: при Амберге и  при Вюрцбурге. Эрцгерцог Карл, поручив Латуру отвлечь внимание Моро, всеми силами обрушился на Журдана. Журдан отступил с большими потерями, после чего в 1797 году он вторично был уволен в отставку.
Он был избран членом Совета пятисот, где предложил и провёл закон о конскрипции (воинской повинности).

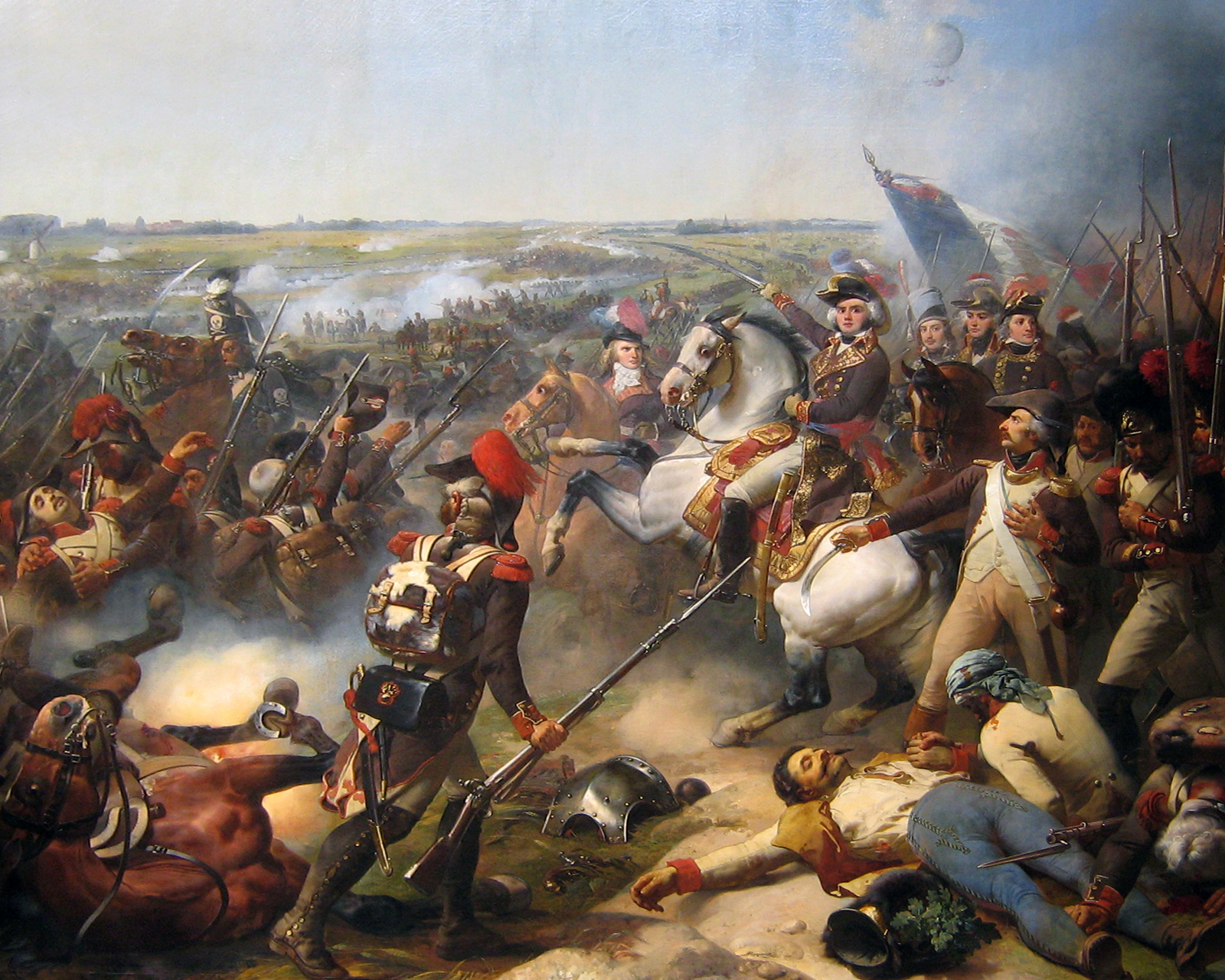
Генерал Журдан в битве при Флерюсе. Художник Ж.-Б. Мозес.

В 1799 году, командуя Дунайской армией, Жан-Батист Журдан был разбит эрцгерцогом Карлом при Острахе и при Штокахе.
Наполеон сделал его сенатором, маршалом и графом, но не поручал ему ответственных постов. В 1800 году его назначили губернатором Пьемонта, в 1804—05 годах командовал Итальянской армией, в 1808 году был начальником штаба армии в Испании, состоял при короле Иосифе Испанском (Жозефе Бонапарте), руководя им в военных действиях. Не пользовался авторитетом среди других маршалов, командовавших корпусами в разных концах Испании, и игнорировавших указания Журдана и короля Жозефа в пользу указаний Наполеона. Обиженный тем, что его советы не принимаются в соображение, он просил о своем отозвании; в 1809 году его просьба была уважена и до 1812 года он был не удел, после чего снова был послан в Испанию. В 1813 году Журдан и король Жозеф непосредственно возглавили французскую армию в битве с англичанами и их испанскими союзниками при Витории, которая окончилась для французов полным разгромом. Французская армия потеряла почти весь обоз, включая личный экипаж Журдана и его маршальский жезл.
Людовик XVIII назначил Журдана пэром, а после Июльской революции 1830 года он ненадолго стал министром иностранных дел, а затем был начальником Дома инвалидов.
Жан-Батист Журдан скончался 23 ноября 1833 года в Париже. 
Наполеон говорил о маршале, что ему, в отличие от него, Наполеона, довелось выиграть сражение, которое спасло Францию (имея в виду Флерюс). Тем не менее, карьера Журдана при Наполеоне была неудачна, во многом благодаря тому двусмысленному положению военного советника с неясными полномочиями, в которое поставил его сам Наполеон.
В 1860 году в родном городе Журдана ему был установлен памятник.

## Награды
- Орден Почётного легиона, большой крест (2.02.1805)
- Орден Почётного легиона, великий офицер (14.06.1804)
- Орден Почётного легиона, легионер (2.10.1803)
- Орден Святого Духа, командор (30.05.1825)
- Орден Святого Людовика (2.06.1814)
- Орден Святого Губерта (Королевство Бавария)
- Королевский орден Обеих Сицилий, большой крест (Неаполитанское королевство)

## Труды
- «Mémoires pour servir à l’histoire de la campagne de 1796» (1813);
- «Précis des opérations de l’armée du Danube sous les ordres du général Jourdan».